# 笹木美典
笹木 美典（ささき みのり、1982年5月5日 - ）は、地方競馬（ホッカイドウ競馬）の元騎手である。地方競馬教養センター騎手課程第75期生。引退時の所属は伊藤靖則厩舎。夫は同じくホッカイドウ競馬・元騎手の伊藤千尋。

## 来歴
2002年3月31日付で地方競馬騎手免許を取得し、林正夫厩舎所属でデビュー。同年4月10日、第1回門別競馬1日目第4競走（サラ系D2-3組50万円以下）にオースミオードリで初騎乗（12頭立て7番人気12着）。同年6月11日、第4回札幌競馬4日目第3競走（サラ系D1-4組100万円以下）をジーティーセネシオで優勝（10頭立て5番人気）し、初勝利。
2005年9月3日、第1回JRA札幌競馬7日目第10競走（石狩特別、サラ系3歳以上500万下）でトゥデイフォーユーに騎乗し、中央競馬初騎乗（14頭立て14番人気14着）。
2006年12月4日、1歳馬の馴致中に落馬、打撲を負った。招待されていたレディースジョッキーズシリーズへの出場も危ぶまれたが、強行出場。その後休養したが、復帰へ向けての調教騎乗中に再び落馬負傷したため、結局約1年4か月休養することになった。
2008年6月11日、第2回旭川競馬1日目第2競走（サラ系D3-2組）をマダムミツコで優勝（11頭立て2番人気）し、34戦目で復帰後初勝利。
2012年12月31日をもって、引退したことが発表された。
引退時の地方通算成績は1365戦24勝・2着43回・3着71回、勝率1.8%、連対率4.9%（ほか中央競馬で2戦0勝）。

## 騎手招待競走の成績
- 2004年10月20日全日本レディース招待競走（荒尾競馬場、11人中8位）[6]
- 2005年11月22日全日本レディース招待競走（荒尾競馬場、12人中2位）[7]
- レディースジョッキーズシリーズ2006（10人中9位）[8]
- レディーズジョッキーズシリーズ2008（10人中10位）[9]
- レディーズジョッキーズシリーズ2009（10人中10位）[10]

## 期間限定騎乗
過去2度にわたり高知競馬場で期間限定騎乗を行った。高知での所属は別府真司厩舎。
- 2008年11月28日から翌2009年1月31日までの予定で騎乗[11]。2009年1月3日第16回高知競馬3日目第4競走D10記者選抜戦をエイシンラブリーで優勝（7頭立て4番人気）し、短期騎乗開始後29戦目で初勝利を挙げた[13]。最終的には2月1日まで騎乗した[14]。
- 2009年12月4日から翌2010年1月31日までの予定で騎乗[12]。1月30日の最終騎乗までに1勝を挙げた。

## 出演番組
- 『ぷっ』すま（2007年1月16日）[15]